# Powiat de Strzyżów
Le powiat de Strzyżów (en polonais : powiat strzyżowski) est un powiat appartenant à la voïvodie des Basses-Carpates dans le sud-est de la Pologne.

## Division administrative

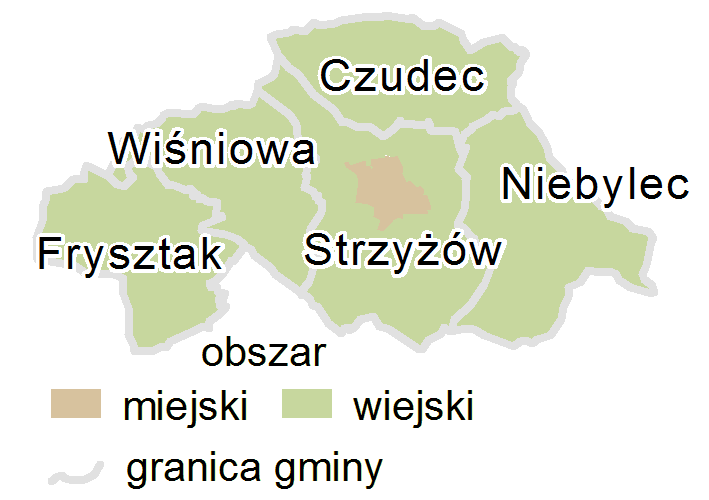
Carte du powiat (partie urbaine en marron et rurale en vert)

Le powiat comprend 5 communes :
| Gmina    | Type         | Superficie (km²) | Population (2006) | Chef-lieu |
| Strzyżów | urbain-rural | 140,2            | 20 645            | Strzyżów  |
| Czudec   | rural        | 85,0             | 11 561            | Czudec    |
| Frysztak | rural        | 90,5             | 10 635            | Frysztak  |
| Niebylec | rural        | 104,4            | 10 606            | Niebylec  |
| Wiśniowa | rural        | 83,3             | 8 491             | Wiśniowa  |